# Селекционно-генетический институт
Селекционно-генетический институт —  советский и украинский научно-исследовательский институт, находящийся в Одессе.

## История
Институт основан в 1912 году А. А. Сапегиным (тогда молодым приват-доцентом Новороссийского университета) как Селекционный отдел на Одесском опытном поле, являясь экспериментальной площадкой по выведению новых сортов пшеницы (за последующие десять лет появилось несколько ценных озимых и яровых сортов). В 1918 году отдел был слит с Питомником кормовых культур и преобразован в Одесскую селекционную станцию, руководство которым также было возложено на Сапегина. В 1920-е годы станция приступила к селекции подсолнечника, картофеля, арахиса, хлопчатника и других культур для нужд сельского хозяйства Союза ССР.
В 1928 году преобразован в Украинский генетико-селекционный институт (Сапегин сохранил должность директора). В 1929 году в институте начал работать Т. Д. Лысенко (с октября — старший специалист лаборатории морфологии растений). В 1931 году директором был назначен Ф. С. Степаненко, Сапегин стал его заместителем по научной части. В 1933 году Сапегин покинул институт (перейдя в Институт генетики АН СССР по приглашению Н. Вавилова), его фактическим научным руководителем стал Лысенко. В 1935 году институт был переименован во Всесоюзный селекционно-генетический институт. В следующем году Лысенко получил должность директора, после чего институт окончательно превратился в одну из главных площадок по реализации его идей (в составленной в Одесском обкоме партии в 1935 году докладной записке «О состоянии и работе Селекционно-генетического института» его работа при Сапегине была раскритикована как неэффективная и основанная на традициях «буржуазной агробиологической науки»).
В 1941—1944 годах институт находился в эвакуации и размещался в селе Кибрай Ташкентской области УзССР.
В августе 1945 года состоялся визит в институт Н. С. Хрущева (тогда — руководителя УССР), который дал указание усилить работы по селекции хлопчатника, каучуконоса тау-сагыза и дыни. С 1948 года по 1964 год институт носил имя Т. Д. Лысенко.
В 1965 году после падения Лысенко работа института была подвергнута резкой критике комиссией ВАСХНИЛ (руководителем был академик Н. А. Майсурян). Восстановление позиций института как одного ведущих центров генетики и селекции в СССР было связано с именем А. А. Созинова, в 1966 году ставшего заместителем директора по научной работе.
В 1971—1978 годах А. А. Созинов был директором института.
В 1940 году институт награждён орденом Трудового Красного Знамени. В 1962 году — орденом Ленина.
Директор — с 1993 года Вячеслав Михайлович Соколов.
Руководители:
- 1923-1931 Андрей Афанасьевич Сапегин
- 1931 - Ф. С. Степаненко
- 1936-1938 Трофим Денисович Лысенко
- 1938-1952 Александр Данилович Родионов
- 1952-1954 Анатолий Васильевич Пухальский
- 1954-1959 Фёдор Григорьевич Кириченко
- 1971-1978 Алексей Алексеевич Созинов
- 1978-1987 Лев Константинович Сечняк